# 叶多贡市镇
叶多贡市镇（俄语：Едогонское муниципальное образование）是俄罗斯联邦伊尔库茨克州图伦区所属的一个市镇。其下辖有3个居民点，行政中心为叶多贡。据2016年统计，该市镇的人口为1052人。